# Seznam argentinskih kardinalov
Seznam argentinskih kardinalov.

## A
- Juan Carlos Aramburu

## B
- Jorge Mario Bergoglio (Papež Frančišek)
- Vinko (Vicente) Bokalič Iglič

## C
- Antonio Caggiano
- Santiago Luis Copello

## D
- Luís Pascual Dri

## F
- Nicolás Fasolino
- Victor Manuel Fernández

## K
- Estanislao Esteban Karlic (1926-2025)

## P
- Eduardo Pironio
- Mario Aurelio Poli
- Raúl Primatesta

## Q
- Antonio Quarracino

## R
- Ángel Sixto Rossi

## S
- Leonardo Sandri

## V
- Luis Héctor Villalba